# MTV Video Music Award för Best Pop Video
Följande artister på listan nedan har vunnit pris för Best Pop Video på MTV Video Music Awards.

## Lista
| År   | Vinnare                                     | Övriga nominerade                                                  |
| ---- | ------------------------------------------- | ------------------------------------------------------------------ |
| 1999 | Ricky Martin — "Livin' la Vida Loca"        | - Britney Spears — "Baby One More Time"                            |
| 2000 | 'NSYNC — "Bye Bye Bye"                      | - Britney Spears — "Oops!...I Did It Again"                        |
| 2001 | 'NSYNC — "Pop"                              | - Britney Spears — "Stronger"                                      |
| 2002 | No Doubt (feat. Bounty Killer) — "Hey Baby" | - Shakira — "Whenever, Wherever"                                   |
| 2003 | Justin Timberlake — "Cry Me a River"        | - No Doubt (feat. Lady Saw) — "Underneath It All"                  |
| 2004 | No Doubt — "It's My Life"                   | - Britney Spears — "Toxic"                                         |
| 2005 | Kelly Clarkson — "Since U Been Gone"        | - Gwen Stefani — "Hollaback Girl"                                  |
| 2006 | Pink — "Stupid Girls"                       | - Shakira (feat. Wyclef Jean) — "Hips Don't Lie"                   |
| 2007 | Inget pris delades ut                       | Inget pris delades ut                                              |
| 2008 | Britney Spears — "Piece of Me"              | - Tokio Hotel — "Ready, Set, Go!"                                  |
| 2009 | Britney Spears — "Womanizer"                | - Wisin & Yandel — "Abusadora"                                     |
| 2010 | Lady Gaga — "Bad Romance"                   | - Katy Perry (feat. Snoop Dogg) — "California Gurls"               |
| 2011 | Britney Spears — "Till the World Ends"      | - Pitbull (feat. Ne-Yo, Nayer och Afrojack) — "Give Me Everything" |